# Ledtjärnen (Hammerdals socken, Jämtland)
Ledtjärnen är en sjö i Strömsunds kommun i Jämtland och ingår i Indalsälvens huvudavrinningsområde.